# مكتب الأمم المتحدة لخدمة المشروعات
مكتب الأمم المتحدة لخدمات المشروعات (بالإنجليزية: United Nations Office for Project Services)‏ أو اختصاراً UNOPS هو الذراع التنفيذية للأمم المتحدة المخصص لتنفيذ مشاريع منظومة الأمم المتحدة والمؤسسات المالية الدولية والحكومات وغيرها من الشركاء في جميع أنحاء العالم. يقع مقر هذه المنظمة العالمية في كوبنهاغن، الدنمارك. ينفذ المكتب مشاريع السلام والأمن والمشاريع الإنسانية والإنمائية لشركائه كل عام، ويعمل في أكثر من 80 دولة. من أهم أنشطته بين إدارة بناء المدارس في أفغانستان، وبناء الملاجئ في هايتي، وشراء سيارات الإسعاف لدعم الاستجابة لفيروس إيبولا في ليبيريا.
مكتب الأمم المتحدة لخدمات المشاريع هو عضو في مجموعة الأمم المتحدة للتنمية المستدامة ويعمل عن كثب بشكل خاص مع برنامج الأمم المتحدة الإنمائي، وإدارة عمليات السلام والبنك الدولي.